# Palácio das Hortênsias
O Palácio das Hortênsias, também chamado de Solar das Hortênsias, é a residência oficial de verão do Governador do Rio Grande do Sul, localizada no município brasileiro de Canela.

## História

### Primeira construção
Em 1939, o então governador do Estado, o general Osvaldo Cordeiro de Farias, expressou a sua vontade de construir uma casa de veraneio na região da Serra Gaúcha. Em 1941, o Estado adquiriu uma propriedade de 14 hectares em Canela, que hoje se situa no bairro "Parque das Hortênsias" e tem como endereço a Avenida José Luiz Corrêa Pinto, n.° 915. No entanto, com o acirramento da Segunda Guerra Mundial, os planos de construir a residência foram adiados.
Em 1952, uma comissão foi formada com o intuito de dar início ao projeto, de modo que cidadãos, comerciantes e autoridades da prefeitura de Canela se juntaram para começarem as obras. No dia 17 de abril de 1954, para festejar a inauguração, realizou-se um churrasco típico com a presença do então governador, o general Ernesto Dorneles. O casarão foi construído em madeira, material que na época era bastante presente na arquitetura das colonizações italiana e alemã no Rio Grande do Sul.

### Solar atual
Em 1981, o casarão de madeira não foi destruído, mas surgiu uma nova construção considerada mais "imponente", a qual veio desmontada pedra por pedra até Canela vinda de Porto Alegre para ser remontada. Em estilo neocolonial, a solar tinha sido doado pela família de Eva Sopher e se situava na Avenida Carlos Gomes, no bairro Boa Vista na Capital gaúcha. Apenas os muros e os gradis do solar permaneceram até os dias de hoje no terreno original.

### Planos de venda
Em julho de 2015, o atual governador Ivo Sartori anunciou a possibilidade de colocar o Palácio das Hortênsias à venda, alegando pouco uso do imóvel e intenção de cortar de gastos e angariar recursos devido à crise financeira. Para viabilizar o plano, há necessidade de enviar o projeto de venda para a Assembleia Legislativa.